# Achille René-Boisneuf
Pour les articles homonymes, voir René et Boisneuf.
Achille René-Boisneuf, né le 9 novembre 1873 au Gosier (Guadeloupe) et mort le 29 décembre 1927 à Pointe-à-Pitre (Guadeloupe), est un homme politique français. Il est député et maire de Pointe-à-Pitre.

## Biographie
Achille est le fils naturel de Hyacinthe Boisneuf, un esclave affranchi, et futur maire du Gosier, et d'une cultivatrice, Amanda Mathurine René. Il est adopté par Boisneuf et sa femme, ce qui lui permet de suivre des études secondaires. Très jeune, il milite au côté de Légitimus avant de le quitter en dénonçant l'Entente Capital-Travail que défend ce dernier. En 1900, il est élu conseiller municipal de Pointe-à-Pitre sous l'étiquette du Parti démocratique, héritier d'Alexandre Isaac et devient premier adjoint jusqu'à ce que Légitimus s'empare de la mairie en 1904. Il est réélu aux élections de 1908 et part alors en France métropolitaine afin d'obtenir sa licence de droit en 1909 et devenir en 1910 avocat à la cour d'appel de la Guadeloupe. En 1910, il défend les ouvriers en grève de l'usine sucrière Darboussier de Pointe-à-Pitre puis les ouvriers agricoles en grèves, mais à la suite de manœuvres électorales suspectes, il est battu par Légitimus aux élections législatives de 1910.
En 1911, il devient maire de Pointe-à-Pitre. En 1913, il devient président du conseil général de la Guadeloupe jusqu'en 1915. En 1914, il est élu député de la Guadeloupe dans la circonscription de Grande Terre, adhère alors au groupe radical et radical-socialiste et défend notamment l'extension de la législation ouvrière aux Antilles pour permettre aux ouvriers de s'organiser. Le 11 septembre 1915, il présente avec le député de la Martinique, Joseph Lagrosillière, une loi réformant le statut de la Guadeloupe, de la Martinique et de la Réunion.
En 1919, il est réélu au scrutin de liste (avec Gratien Candace et pour l'ensemble de la Guadeloupe) député sous l'étiquette de l'Union républicaine et socialiste. La même année, après des incidents racistes à Saint-Nazaire, il interpelle le gouvernement avec le député de Martinique Joseph Lagrosillière « pour faire cesser les brimades, les délits et les crimes dont les citoyens ou sujets français de couleur, sont depuis quelque temps victimes sur le territoire ». Il intervient notamment le 25 juillet 1919 à la Chambre des députés sur le meurtre d'un Guadeloupéen, Saint-Éloi Etilce, le 22 avril 1919 à Nantes par un policier militaire américain. 
Mais lors des élections municipales du 21 décembre 1919, il est accusé de fraudes et en 1922, les élections sont annulées. Les socialistes, menés par Hildevert-Adolphe Lara, font une campagne acharnée contre lui, et Boisneuf perd la mairie lors des élections. En 1924, sa rupture avec Gratien Candace lui fait perdre le bénéfice d'une liste commune dans le cadre du scrutin de liste. En septembre 1924, il est accusé d'avoir posé une bombe au Gosier et emprisonné, mais l'enquête finit par l'innocenter. Après avoir de nouveau conquis la mairie de Pointe-à-Pitre en 1925, il l'abandonne en 1926 et meurt à 54 ans en 1927.